# 서양골동양과자점
《서양골동양과자점》(西洋骨董洋菓子店)은 요시나가 후미(よしながふみ)의 만화로, 일본에서는 본 작품을 원작으로 극화한 TV 드라마와 애니메이션, 드라마 CD가 제작되었으며, 2008년 대한민국에서는 영화로 제작 되었다.
2002년 제 26회 코단샤 만화상의 소녀부분을 수상.

## 개요
묘한 경위로 젊은 남자들만 일하게 된 앤티크 풍의 케이크 가게 〈앤티크〉를 무대로 느긋한 일상과 인간관계를 그린 작품.

## 줄거리
전혀 케이크를 좋아하지 않고 맛 구분도 못하지만 그의 말을 들으면 사지 않을 수 없게 만드는 오너겸 서빙맨 타치바나, 고교시절 타치바나에게 차였으나 제과업계 전설의 파티시에이자 마성의 게이가 되어 나타난 오노, 전직 복서였던 칸다 에이지, 타치바나의 소꼽친구인 코바야카와 치카게가 합세하여 색다른 양과자점 영업을 시작한다.

## 책
- 첫 발행판부터 완전판까지 서울문화사에서 출간되었다.

### 완전판
모두 2020년 1월 31일에 발행되었다.
- 1권, ISBN 9791136701398
- 2권, ISBN 9791136701404
- 3권, ISBN 9791136701411
- 4권, ISBN 9791136701428

## 관련상품
드라마 CD
〈서양골동양과자점〉
1.（2002년 12월 25일, SWCD-005) (초회특전 8cm CD 미니드라마 《오노는 주방에서 꿈을 꾼다》
2.（2003년 1월 25일, SWCD-006) (초회특전 8cm CD 미니드라마 《호사가의 그림책》
3.（2003년 2월 25일, SWCD-007) (초회특전 8cm CD 미니드라마 《풍자편》
4.（2003년 3월 25일, SWCD-008) (초회특전 8cm CD 미니드라마 《영원은 있습니까?》
애니메이션 DVD
〈서양골동양과자점 ~앤티크~〉
1.《제1권》（2008년 11월 26일, ACBA-10597）
2.《제2권》（2008년 12월 24일, ACBA-10598）
3.《제3권》（2008년 1월 28일, ACBA-10599）
4.《제4권》（2008년 2월 25일, ACBA-10600）
애니메이션 OST
- 서양골동양과자점 ~앤티크~ 오리지널 사운드트랙（2008년 9월 17일, ESCL-3099）

## TV 드라마
TV 드라마에서는 복서의 길을 걷지 못하게 된 청년이 양과자점에서 일하게 되는 모습 등의 설정은 원작과 같지만, 4 캐릭터에게 각각의 스토리가 추가되었으며, 오노가 게이라는 설정이 여성 공포증으로 바뀌었다. 드라마 음악은 모두 일본의 인기 밴드 Mr.Children의 곡으로 사용되었다.

## 영화
2008년 11월 13일 대한민국에서는 민규동 감독, 주지훈 주연의 영화로 제작되어 개봉하였다.